# Brachythecium ruderale
Brachythecium ruderale là một loài Rêu trong họ Brachytheciaceae. Loài này được (Brid.) W.R. Buck mô tả khoa học đầu tiên năm 1998.